# A bosznia-hercegovinai Szerb Köztársaság zászlaja

A bosznia-hercegovinai Szerb Köztársaság zászlaja tulajdonképpen Szerbia zászlajának színeivel egyezik meg, amit 1992. november 24-én vezettek be.
Bosznia-Hercegovina alkotmánybírósága 2006. március 31-én úgy határozott, hogy a zászló diszkriminálja az ország bosnyák és horvát lakóit, mert a zászló lényegében egy szerb szimbólum (vö. Szerbia zászlajával). A zászlót a döntést követő hat hónapon belül meg kell változtatni, ugyanúgy, mint a Bosznia-hercegovinai Föderáció zászlaját, amit szintén érint a döntés.